# Хирон
Хирон (на гръцки: Χείρων) в древногръцката митология е мъдър кентавър, известен като учител на героите Язон и Ахил. Името на Хирон означава изкусна ръка (на гръцки: χερι – „ръка“).

## Легенди за Хирон
Хирон е представян, с физически облик, съчетаващ човешко и конско тяло. Той има човешки ръце и глава, но освен това е и с човешки и конски торс и задни/долни крайници (в по-късните изображения има 4 конски крака и човешки ръце, т.е. подобен е на повече други кентаври, но в по-ранните има по-човекоподобна от тях форма и може би 2 комплекта полови органи, от които човешкият – скрит под дрехи). Причината за причудливия му вид, според легендите за него, е че е плод на тайна любовна връзка между бог Кронос (баща на Зевс и негов предходник във владичеството над света) и океанидата Филира. Те се крият от Рея, съпругата на Кронос и предполагаемо дори встъпват в брак тайно от нея, обаче тя ги разкрива и за да предпази любимата си Кронос приема вид на кон. В този си вид се и съвокуплява с нея (в друга версия той прилича на човек, а тя е превърната в кобила – сходно с легендата за Зевс и кравата Йо, която той иска да избави от Хера).
Хирон (подобно на Фол и за разликата от мнозинството други кентаври) се отличава с мъдрост и добронамереност. Характерът и мъдростта му се приписват от митовете на обучението, което получава в ранните си години от боговете-близнаци Аполон и Артемида. Според популярната версия на мита, Хирон е осиновен от Аполон, след като е изоставен от родителите си (Филира се съгласява боговете я преобразят в дървото липа, само и само да не го отглежда). Живее в планината Пелион и се обучава там в разни науки и изкуства, включително музика (конкретно – свирене на лира) и медицина (билкарство). Впоследствие живее в пещера в Тесалия, където приема и обучава своите ученици. Възпитава много от героите (Тезей, Язон, Ахил, Орфей), а Асклепий обучава в лечителското изкуство. Представян е и като първият астролог.
Според Хезиод, Хирон е отгледал, по поръчение на баща му, митичния герой Ахил, син на цар Пелей, владетел на Фтия и на богинята Тетида, дъщеря на морския старец Нерей. Хирон и Пелей са стари приятели. Кентавърът спасява живота на Пелей, когато той едва не е убит, в резултат на интригите на царица Астидамея от Йолкос. Помага му и да се ожени за Тетида, а като сватбен подарък му дава чудотворното си копие, което може да лекува раните, които причинява (вероятно свързано с легендата за Телеф). С Ахил кентавърът става изключително близък приятел и те силно се почитат. Той захранва малкия Ахил с мозък от мечка и вътрешности от лъв и глиган, от което според легендата Ахил става безстрашен и непобедим (но не и безсмъртен, нито съвсем неуязвим, въпреки че Тетида почти му осигурява последното топейки го във водите на Стикс, а според друга версия – мажейки го с амброзия и подлагайки го на огън, след това). Хирон му предава всичките си знания, умения, мъдрост и го научава да свири на лира и да пее.

В битката, която води с кентаврите Херкулес (търсещ Еримантския глиган, като една от задачите поставени му от Евристей, цар на Микена и Тиринт), Хирон случайно е уцелен с отровна стрела, напоена с кръвта на Лернейската хидра. Страдайки от неизлечимата рана, нанесена му неволно от неговия приятел, безсмъртният Хирон желае смъртта и се отказва от безсмъртието си в замяна на освобождението на Прометей (титан, осъден от Зевс да стои прикован към скала в Кавказ, задето е дал огъня на хората). След смъртта си, за своите добри дела Хирон е награден от боговете, като е поставен на звездното небе, като съзвездието Кентавър. 